# Norbert Wieliczka
Norbert Wieliczka vel Wieliczker (ur. 5 maja 1896 w Krakowie, zm. wiosną 1940 w Charkowie) – polski urzędnik handlowy, porucznik administracji rezerwy Wojska Polskiego.

## Życiorys
Syn Henryka, akcesysty registratury tamtejszej c. k. Komendy Obrony Krajowej, i Alberty z Bauerów urodzony 5 maja 1896 w Krakowie. Był młodszym bratem Zygmunta (1890–1975), działacza niepodległościowego, odznaczonego Krzyżem Niepodległości z Mieczami. Był absolwentem gimnazjum we Lwowie i Akademii Handlowej w Wiedniu oraz członkiem „Sokoła”.
W czasie I wojny światowej walczył w szeregach cesarskiej i królewskiej Armii. Jego oddziałem macierzystym był 57 pułk piechoty. Na stopień chorążego rezerwy został mianowany ze starszeństwem z 1 lipca 1916, a na stopień podporucznika rezerwy awansowany ze starszeństwem z 1 stycznia 1917 w korpusie oficerów piechoty. W 1917 dostał się do niewoli włoskiej. Po uwolnieniu z niewoli wstąpił do Armii Polskiej we Francji. W czasie wojny z bolszewikami walczył w szeregach 13 Dywizji Piechoty. 1 czerwca 1921 pełnił służbę w kompanii zapasowej sanitarnej nr 2, a jego oddziałem macierzystym była kompania zapasowa sanitarna nr 3. Z dniem 25 października 1921 został zdemobilizowany. W następnym roku został przydzielony w rezerwie do kompanii zapasowej sanitarnej nr 3. 8 stycznia 1924 został zatwierdzony w stopniu porucznika ze starszeństwem z 1 czerwca 1919 i 559. lokatą w korpusie oficerów rezerwy administracji, dział sanitarny. Posiadał wówczas przydział w rezerwie do 7 batalionu sanitarnego w Poznaniu. W 1934, jako oficer rezerwy pozostawał w ewidencji Powiatowej Komendy Uzupełnień Poznań Miasto i posiadał przydział do Kadry Zapasowej 7 Szpitala Okręgowego w Poznaniu.
5 stycznia 1922 przyjechał z Łodzi do Poznania i zameldował się na ul. Małeckiego 14.
W 1937 był kierownikiem Fabryki Papieru w Rawiczu.
W nieznanych okolicznościach, po agresji ZSRR na Polskę (17 września 1939), dostał się do sowieckiej niewoli i został osadzony w Starobielsku. Wiosną 1940 został zamordowany przez funkcjonariuszy NKWD w Charkowie i pogrzebany w Piatichatkach. Od 17 czerwca 2000 spoczywa na Cmentarzu Ofiar Totalitaryzmu w Charkowie. Figuruje na tzw. liście Gajdideja (poz. 412).
5 października 2007 minister obrony narodowej Aleksander Szczygło mianował go pośmiertnie na stopień kapitana. Awans został ogłoszony 9 listopada 2007, w Warszawie, w trakcie uroczystości „Katyń Pamiętamy – Uczcijmy Pamięć Bohaterów”.

## Odznaczenia
Austro-węgierskie
- Srebrny Medal Zasługi Wojskowej z mieczami na wstążce Krzyża Zasługi Wojskowej[14]
- Brązowy Medal Zasługi Wojskowej z mieczami na wstążce Krzyża Zasługi Wojskowej[14]
- Brązowy Medal Waleczności[14]
- Krzyż Wojskowy Karola[14]

25 kwietnia 1933 Komitet Krzyża i Medalu Niepodległości odrzucił wniosek o nadanie mu tego odznaczenia „z powodu braku pracy niepodległościowej”.